# BollaniCarioca
Bollani Carioca è un album del 2007 suonato in ensemble da Stefano Bollani e altri musicisti e si presenta come un omaggio alla musica brasiliana rivisitata in chiave jazz. Il CD esce per la prima volta il 7 dicembre 2007 come allegato alla rivista L'Espresso. 
Partecipano al disco: Stefano Bollani – piano, voice, Marco Pereira – guitar, Jorge Helder – bass , Jurim Moreira – bass, Armando Marçal – percussions, Zè Nogueira – soprano sax, Nico Gori – clarinet and bass clarinet, Mirko Guerrini – tenor sax.
È stato ripubblicato nel 2008 dalla Universal Music Group col titolo di Carioca e l'aggiunta di tre brani inediti suonati dal vivo. 30 000 copie vendute in Italia, venti settimane di permanenza nella classifica Nielsen dei 100 CD più venduti in Italia.
Nel 2014 l'album riceve ufficialmente il disco d'oro con certificazione FIMI.

## Tracklist
1. Luz negra
2. Ao romper da aurora
3. Choro sim
4. Valsa brasileira
5. A voz no morro
6. A hora da razào
7. Segura ele
8. Doce de coco
9. Folhas secas
10. Il domatore di pulci
11. Samba e amor
12. Tico-tico no fubá
13. Caprichos do destino
14. Na baixa do sapateiro (*)
15. Apanhei te cavaquinho (*)
16. Trem das Onze/Figlio unico (*)

(*) brani aggiunti nell'edizione del 2008